# Parasite!
Parasite! är Mustaschs andra EP och blev det första släppet efter att bandet lämnat EMI och skrivit kontrakt med Border Music. Meningen var att EP:n skulle ses som en aptitretare inför fullängdaren, men denna drog av någon anledning ut på tiden och släpptes först året efter. Skivan innehåller bland annat Parasite, My Disorder och en liveversion av The Dagger (från Above All). EP:n släpptes i maj 2006.

## Låtlista
1. Nailed to Pain - 4:17
2. My Disorder - 4:10
3. Do or Die - 3:33
4. Parasite - 2:40
5. Kill the Light - 3:51
6. The Dagger (Live) - 10:12

## Banduppsättning
- Ralf Gyllenhammar, sång och gitarr
- Hannes Hansson, gitarr
- Mats Hansson, trummor
- Stam Johansson, bas